# 글루타릴-CoA
글루타릴-CoA(영어: glutaryl-CoA) 또는 글루타릴 조효소 A(영어: glutaryl coenzyme A)는 라이신과 트립토판의 이화대사 과정에서의 대사 중간생성물이다.

## 같이 보기
- 글루타릴-CoA 탈수소효소